# Drużynowe Mistrzostwa Świata Strongman 2008
Drużynowe Mistrzostwa Świata Strongman 2008 – doroczne, drużynowe zawody siłaczy, rozgrywane w zespołach złożonych z czterech zawodników oraz jednego zawodnika rezerwowego, reprezentujących ten sam kraj.
Data: 5–10 sierpnia 2008 r.

Miejsce: Jałta i Artek, Krym  Ukraina

## Półfinał
Do finału kwalifikują się dwie najlepsze drużyny z każdej grupy.
WYNIKI PÓŁFINAŁU:
Grupa A
| Miejsce | Kraj            | Zawodnicy                                                                                  | Punkty |
| ------- | --------------- | ------------------------------------------------------------------------------------------ | ------ |
| 1.      | Litwa           | Vidas Blekaitis, Saulius Brusokas, Vytautas Lalas, Vilius Petrauskas, Žydrūnas Savickas    | 36     |
| 2.      | Ukraina         | Kyryło Czuprynin, Ołeksandr Łaszyn, Wołodymyr Murawlow, Ołeksandr Pekanow, Wasyl Wirastiuk | 33,5   |
| 3.      | Wielka Brytania | Terry Hollands, Jay Hughes, Laurence Shahlaei, Oli Thompson                                | 17,5   |
| 4.      | Niemcy          | Tobias Ide, Tilo Kretzschmar, Igor Werner, Daniel Wildt                                    | 13     |

Grupa B
| Miejsce | Kraj              | Zawodnicy                                                                                | Punkty |
| ------- | ----------------- | ---------------------------------------------------------------------------------------- | ------ |
| 1.      | Rosja             | Władimir Głuszko, Władimir Kaliniczenko, Michaił Koklajew, Aleksandr Kluszew, Igor Pedan | 35,5   |
| 2.      | Stany Zjednoczone | Nick Brugal, Johnathon Conner, Brad Dunn, Travis Ortmayer                                | 26,5   |
| 3.      | Islandia          | Kostya Illin, Páll Logason, Peter Torsteinsson, Stefán Sölvi Pétursson                   | 20     |
| 4.      | Austria           | Oliver Gratzer, Bernd Kerschbaumer, Wolfgang Kriechbaum, Martin Wildauer                 | 17     |

## Finał
WYNIKI ZAWODÓW:
| Miejsce | Kraj              | Zawodnicy                                                                                  | Punkty |
| ------- | ----------------- | ------------------------------------------------------------------------------------------ | ------ |
| 1.      | Litwa             | Vidas Blekaitis, Saulius Brusokas, Vytautas Lalas, Vilius Petrauskas, Žydrūnas Savickas    | 26     |
| 2.      | Rosja             | Władimir Głuszko, Władimir Kaliniczenko, Michaił Koklajew, Aleksandr Kluszew, Igor Pedan   | 26     |
| 3.      | Ukraina           | Kyryło Czuprynin, Ołeksandr Łaszyn, Wołodymyr Murawlow, Ołeksandr Pekanow, Wasyl Wirastiuk | 18     |
| 4.      | Stany Zjednoczone | Nick Brugal, Johnathon Conner, Brad Dunn, Travis Ortmayer                                  | 8      |